# Banc Hispano Colonial
El Banc Hispano Colonial (BHC) va ser una entitat de crèdit nascuda a Barcelona l'any 1876 amb l'objectiu inicial de finançar el costós domini de les possessions colonials espanyoles. L'any 1946 va traspassar els seus edificis i solars a la Immobiliària Colonial fundada aquell any, i l'any 1950 va ser absorbit pel consorci bancari Bancor, promogut pel Banco Central.

## Història

### El negocis colonials: 1876-1880
El naixement de l'entitat va lligat a la participació en un emprèstit demanat per l'estat espanyol per tal de finançar una expedició militar a Cuba a causa de la revolta cubana durant la Guerra dels Deu Anys. Els 75 milions de pessetes de capital inicial per finançar l'operació el van posar els principals banquers, comerciants i industrials catalans del moment, però també hi participaven el Banco de Castilla i uns algunes famílies espanyoles de l'illa caribenya. El primer president de l'entitat fou Antonio López y López (qui més tard esdevindria marquès de Comillas), que havia aportat 10.250.000 pessetes, un 13,7% del capital inicial. Entre els accionistes fundadors hi figurà el banquer Manuel Girona i Agrafel i els empresaris Antoni Borrell i Folch i Camil Fabra i Fontanills. Acabada la guerra, el Banc Hispano Colonial va recuperar els diners.
L'objectiu principal d'aquesta primera etapa fou el finançament de projectes per al comerç amb les colònies espanyoles situades a Amèrica i Àsia, especialment Cuba, Puerto Rico i Filipines.

### Els negocis dels López: 1880-1934
Amb la fi del conflicte cubà, el 1878, l'entitat es va reconvertir en un banc de negocis amb inversions industrials que beneficiaren els diversos projectes promoguts pel president António López i el seu fill Claudi López i Bru, el qual va succeir el seu pare el 1884 com a president del Banc Hispano Colonial fins al 1925. Cal destacar empreses com ara la Companyia General de Tabacs de Filipines (1881), la Societat Espanyola de Carburs Metàl·lics (1897), la Sociedad Española de Construcción Naval (1908), la Companyia Transatlàntica, la Societat General d'Aigües de Barcelona, la Companyia de Tramvies de Barcelona, el Ferrocarril Metropolitano de Barcelona (1920), o la Compañía Telefónica Nacional de España (1924).

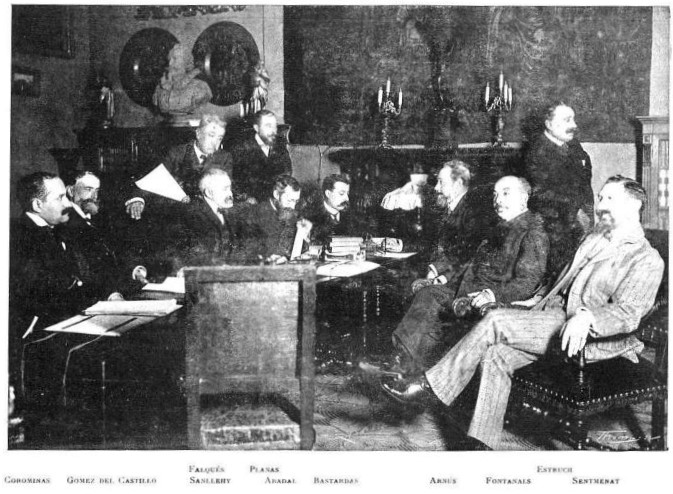
Firma del contracte per al finançament de les obres de la Via Laietana entre l'Ajuntament de Barcelona i el Banc Hispano Colonial (1907)

La pèrdua de les colònies en la Guerra Hispano-estatunidenca de 1898 va implicar canvis a l'entitat, que fou refundada l'any 1901, després d'haver perdut el 75% dels capitals. Fixà com a nous objectius el finançament d'obres públiques i projectes ferroviaris i privats a Espanya, encara que sempre molt relacionats amb activitats d'exportació i importació a països sud-americans. L'any 1905 el banc va arribar a un acord amb l'Ajuntament de Barcelona, respecte al dèficit municipal, mitjançant la intervenció del regidor Juli Marial i Tey, i obtingué de l'ajuntament la concessió del seu servei de tresoreria.
No en va, el Banc Hispano Colonial va acabar participant en el finançament de la reforma urbanística de Barcelona, el 1907, que implicava l'obertura de la Via Laietana, projecte que avançà gràcies a l'entrada política de la Lliga Regionalista de Cambó i a la demanda de comunicació de la burgesia instal·lada a l'Eixample. El banc va edificar la seva seu, obra d'Enric Sagnier (1911), al número 3 de la nova avinguda.

### La nova estratègia comercial: 1934-1950
Durant la Segona República Espanyola el BHC va continuar vinculat a Catalunya, essent un banc de tipus mitjà. Amb l'arribada al poder de la Confederación Española de Derechas Autónomas (CEDA), coalició creada el 1933, el banc es va involucrar en operacions arriscades i qüestionables.
A partir del 1934 va canviar radicalment la seva estratègia inversora per passar a ser un banc comercial i posar-se a l'òrbita del Banco Central, el qual li cedí totes les seves sucursals a Catalunya a canvi de 16.000 accions, que suposaven un 12% del capital de l'entitat catalana. L'acord anava lligat a un canvi en l'orientació del BHC, que es convertí en un banc mixt, comercial i industrial alhora, amb xarxa de sucursals a Catalunya. Aquest mateix any absorbí el Banc de Reus, el Banc de Granollers i la sucursal a Barcelona del Banco Español del Río de la Plata, situant-se de cop com el primer banc català. El banc continuà operatiu després de la Guerra Civil Espanyola. El 1942, el Banco Central ja tenia un 33% capital social del BHC.
L'any 1942 absorbí el Banc Comercial de Barcelona, i el 30 de novembre de 1942 d'aquell any va absorbir Banca Marsans i les seves oficines. Se situà, al cap de poc temps, com a primer banc català, i cinquè espanyol, per la importància dels dipòsits.
L'any 1946 va participar en una discutible operació financera d'importació d'aliments de l'Argentina, que provocà la seva fallida. Va traspassar una àmplia cartera d'edificis i solars a la Immobiliària Colonial fundada aquell mateix any per accionistes del banc. A més del Banco Central, el BHC també tenia com accionistes el Banco Santander i el Banco Popular, i progressivament havia anat perdent autonomia. Finalment va ser absorbit l'any 1950 per Bancor, el consorci que el Banco Central havia fundat l'any 1942.

## Presidents
- Antonio López y López (1876-1883)[16]
- Claudi López i Bru (1883-1925)[16][3]
- Pau Turull i Comadran
- Robert Robert i Surís
- Joan Antoni Güell i López (1929-1931)
- Darius Rumeu i Freixa (1944-1950)[1]